# ダイナマイト鉄
ダイナマイト鉄（ダイナマイトてつ、1941年9月5日 - ）は、東京都出身の漫画家。別ペンネームに斎藤ゆずる、さいとうゆずる、一大寺鉄。

## 略歴
さいとう・たかをに師事。「俺の手を高くあげろ」でデビュー。

## 作品リスト
- 俺の手を高くあげろ
- 柔道一直線（原作：梶原一騎）※永島慎二から作画を途中交代し、最終回まで執筆。
- スカイヤーズ5（小学四年生 1971年4月号 - 1972年3月号）
- 月光仮面（原作：川内康範 小学一年生 1972年2月号 - 1972年10月号、週刊少年サンデー1972年）
- 帰ってきたウルトラマン（小学四年生 1972年4月号）
- ウルトラマンA（小学四年生 1972年5月号 - 1973年3月号）
- 緊急指令10-4・10-10（小学一年生  1972年8月号 - 1973年1月号）
- 剣道一本!（小学五年生1972年11月号 - 1973年1月号）
- ウルトラマンタロウ（小学四年生 1973年4月号 - 1974年3月号）
- V球ナイン
- エースナンバー
- 剛球一人
- ジョッキー
- 実録劇画 江川卓物語
- どさんこ
- ターンマークの鷹
- 名選手たちの甲子園
- マンガ これだけ!!宅建入門
- マンガ これだけ!!人間民法
- マンガ 知的所有権

## アシスタント
- 近藤雅人
- 田村仁